# André Lagneau
André Badilon Gaston Lagneau (Nimy, 7 februari 1920 - Bergen, 16 januari 2003) was een Belgisch volksvertegenwoordiger en senator.

## Levensloop
Lagneau promoveerde in 1943 tot handelsingenieur aan het Institut Warocqué in Bergen. In 1953 richtte hij zijn eigen bedrijf op, dat hij leidde tot in 1980.
Hij was lid van de Parti Socialiste, die hij verliet na de algemene stakingen tegen de Eenheidswet in de winter van 1960-1961, omdat deze partij de door de vakbonden gegeven ordewoorden van structuurhervormingen en federalisme niet volgde.
Na lid te zijn geworden van Rénovation wallonne, was hij van 1965 tot 1968 lid van de Parti Wallon en was hij in 1968 medestichter van het Rassemblement Wallon. Hij was in 1968 tevergeefs kandidaat bij de wetgevende verkiezingen. In 1971 belandde Lagneau voor het RW in de Belgische Senaat als provinciaal senator voor Henegouwen, wat hij bleef tot in 1974. Vervolgens was hij van 1974 tot 1985 rechtstreeks gekozen senator voor het arrondissement Bergen-Zinnik. Van 1981 tot 1985 was hij quaestor in de Senaat. Daarna zetelde hij van 1985 tot 1987 voor het arrondissement Bergen in de Kamer van volksvertegenwoordigers. Door het toen bestaande dubbelmandaat zetelde hij van 1971 tot 1980 ook in de Cultuurraad voor de Franse Cultuurgemeenschap en van 1980 tot 1987 in de Waalse Gewestraad, waar hij voorzitter was van de commissie Economie, Werk en Middenstand, en de Franse Gemeenschapsraad, waar hij van 1985 tot 1987 secretaris was.
In 1976, toen Paul-Henry Gendebien het Rassemblement Wallon een zwenking naar links deed maken, verliet Lagneau de partij en sloot zich aan bij de PRL, samen met Jean Gol en François Perin. Van 1977 tot 1979 was hij PRL-fractieleider in de Senaat.
Bovendien was Lagneau van 1971 tot 1994 gemeenteraadslid van Bergen. Van 1983 tot 1988 was hij PRL-fractieleider in de gemeenteraad.